# ブルノ - チェスカー・トルジェボヴァー線
ブルノ - チェスカー・トルジェボヴァー線（チェコ語;Železniční trať Brno – Česká Třebová）は、チェコ国鉄の鉄道線の名称である。路線番号は260。この区間は、ドイツ・チェコとオーストリア・スロヴァキア・ハンガリーを結ぶ国際幹線としての役割を担って、汎ヨーロッパ回廊6号路線の一部であったが、2021年4月より工事が行われ、優等列車のほとんどがハヴリーチクーフ・ブロド経由のルートとなり、ローカル輸送中心となっていた。2023年7月以降再び優等列車が本路線経由となった。

## 歴史

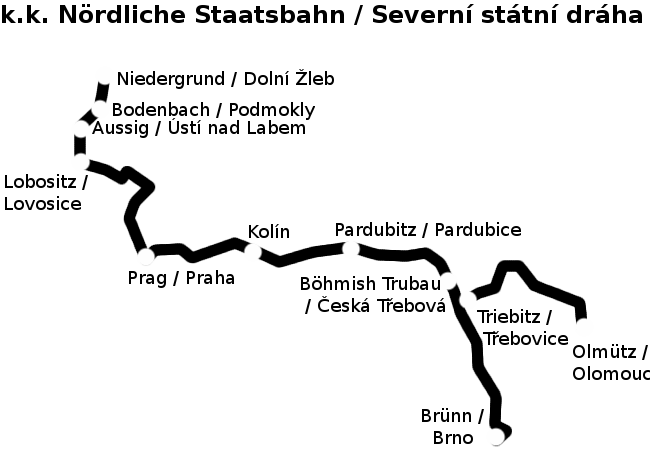
オーストリア北部国有鉄道（NStB）の路線網

1843年イタリアの建設会社タラチノ社がこの路線の建設に着手した。しかし、過度な予算節減措置のため、労働者の処遇が悪化されて、チフス、アメーバ症なとの感染症が頻発した。1849年1月1日に、ブルノ - チェスカー・トルジェボヴァー間がオーストリア北部国有鉄道（k.k. Nördliche Staatsbahn, NStB）により開業された。1869年、ブルノ - ヴィシコフ間が皇帝フェルディナント北部鉄道の路線として開業した。
また2019年まで、ブルノ - ヴィシコフ間の路線番号は300であった。なお010線側での工事のため、2021年4月から2023年6月までの間、超特急列車の運行ルートが変更され、国内の特急列車中心の運行となっていた。

## 運行形態
ブルノ - レトヴィツェ間の運賃制は南モラヴィア州総合運輸システム（Integrovaný dopravní systém Jihomoravského kraje, IDS JMK）により管理されている。

### 寝台特急「ナイトジェット」
- ナイトジェット号：　ベルリン - プラハ - ブルノ - グラーツ
一日1往復の運行。パルドゥビツェからブルノまでノンストップ。
2024年度に運行を開始した。

### 特急「インターシティ(IC)」
- メトロポル号：　プラハ - トルジェボヴァー - ブルノ - ブダペスト
一日1往復の運行。トルジェボヴァー以西は010号線に、ブルノ以南は250号線に直通する。
過去の運行状況
2017年末に、エクスプレス(Ex)のうち1往復をインターシティ(IC)に格上げして設定された。当時の愛称名は「メトロポリタン」。うち早朝のプラハ行に関しては、2016年度のインターシティとして運行していたクモフ号で、ブルノ - トルジェボヴァー間ノンストップであった。また、深夜のブルジェツラフ方面行は、ブランスコ、レトヴィツェ、スヴィタヴィにも停車していた。
2018年末に、ジデニツェ停車となり、ブルノ下駅経由となった。
2019年末に、ジデニツェ通過、ブルノ本駅経由に戻された上に、メトロポル号がブルノ - トルジェボヴァー間ノンストップとなった。
2021年4月に、ハヴリーチクーフ・ブロド経由にルート変更された。[1]
2023年7月以降再び260号線経由に振り替えられた[2]。

- ブルネンスキー・ドラク号：　プラハ → トルジェボヴァー → ブルノ
一日あたり、片道1本のみ運行している。トルジェボヴァー以西は010号線に直通する。途中、スヴィタヴィとブランスコにも停車する。
過去の運行状況
2018年末に、「イルジー・ボウダ」の愛称名で運行を開始した。当時はジデニツェ停車、ブルノ下駅終着であった。
2019年末に、ジデニツェ通過、ブルノ本駅終着の従来ルートに戻った。
2021年4月に、停車駅にブランスコ、スヴィタヴィ、チェスカー・トルジェボヴァーが追加された。[1]
2021年末に、ブルノ - ブランスコ間が休止となった。
2023年度に、再びブルノまで延伸された。
2024年度より、愛称名が「ブルネンスキー・ドラク」に変更された。

- 過去の運行列車
  - ズデニェク・フィビヒ号：　プラハ - トルジェボヴァー - ブルノ - ブルジェツラフ
  - フランチシェク・クモフ号：　プラハ ← トルジェボヴァー ← ブルノ
  - レオシュ・ヤナーチェク号：　プラハ → トルジェボヴァー → ブルノ
2015年末に、ユーロシティ(EC)の一部（クモフ号）とエクスプレス(Ex)の一部（フィビヒ号）を種別変更することにより運行開始した。一日1往復、「ズデニェク・フィビヒ」号が、プラハ - トルジェボヴァー - ブルノ - ブルジェツラフ間に運行されていた。その他、ブルノ発プラハ行の「フランチシェク・クモフ」号も運行された他、土曜日には「レオシュ・ヤナーチェク」号がプラハ→ブルノ間に片道1本運行されていた。2017年度以降は、エクスプレス(Ex)として運行している。
2016年末に、ヤナーチェク号はレイルジェットに吸収され、クモフ号はエクスプレス(Ex)に格下げとなった。フィビヒ号のブルジェツラフ方面はレギオジェット(RJ)に置き換えられ、プラハ方面の片道1本のみが残った。
2017年末に、残りのフィビヒ号もレイルジェットに格上げとなり消滅したが、代わりにメトロポリタン号（後にメトロポル号）が設定された。

### 特急「ユーロシティ(EC)」
- フンガリア号：　ブダペスト - ブルノ - トルジェボヴァー - ハンブルク
- メトロポリタン号：　ブダペスト - ブルノ - トルジェボヴァー - プラハ
- メトロポリタン・スロヴェンスカー・ストレラ号：　ブラチスラヴァ - ブルノ - トルジェボヴァー - プラハ
2時間に1本運行している。トルジェボヴァー以西は010号線に、ブルノ以南は250号線に直通する。
過去の運行状況
2017年以前は、ユーロシティ(EC)の種別で、2時間に1本の運行、ブルノ - トルジェボヴァー間ノンストップであった。列車によって愛称がばらばらであった。下のレイルジェット(RJ)と合わせて1時間ヘッドになる様なダイヤが組まれていた。
2017年末に、愛称が「フンガリア」「メトロポリタン」「メトロポリタン・スロヴェンスカー・ストレラ」の3種類に整理された。
2018年末に、ジデニツェ停車、ブルノ下駅経由となった。また、ブルノ下駅 → プラハ間に「イルジー・ボウダ」号が運行を開始し、この列車はブランスコ、スヴィタヴィ、トルジェボヴァー停車となった。
2019年末に、全列車ジデニツェ通過、ブルノ本駅経由の従来ルートに戻った。
2021年4月に、メトロポリタン号の大部分がハヴリーチクーフ・ブロド経由にルート変更され、イルジー・ボウダ号のみが従来ルートに残った。[1]
2021年末に、ブルノ - ブランスコ間が休止となった。
2023年度に、ブダペスト発ブルノ行のメトロポリタン号と統合され、ブダペスト始発となり、愛称が「メトロポリタン」に変更された。この時に、レトヴィツェが停車駅に追加された。2023年7月以降、250号線経由の列車が再び260号線経由に振り替えられ、フンガリア号がユーロシティ(EC)、その他がインターシティ(IC)の種別で運行を再開した[2]。
2024年度より、再び全てユーロシティ(EC)の種別となった。ブランスコとレトヴィツェは全列車通過となった。

### 超特急「レギオジェット(RJ)」
- プラハ - トルジェボヴァー - ブルノ - ウィーン/ブラチスラヴァ
2時間に1本の運行。トルジェボヴァー以西は010号線に、ブルノ以南は250号線に直通する。
過去の運行形態
2016年末に、一日3往復で運行を開始した。また、全列車がトルジェボヴァー - ブルノ本駅間ノンストップであった他、大多数がトルジェボヴァーにも停車していた。
2017年末に、2時間に1本に増発された。原則としてトルジェボヴァー通過・ジデニツェ停車に変更され、またアダモフ、ブランスコ、レトヴィツェ、スヴィタヴィに停車する列車も設定された。
2019年度に限り、ブルノ下駅経由であった。
2019年末に、ブルノ本駅経由に戻された。
2021年4月に、全列車ハヴリーチクーフ・ブロド経由にルート変更された。[1]
2024年度より、再び260号線経由となった。

- プラハ - トルジェボヴァー - ブルノ本駅
一日2往復の運行。トルジェボヴァー以西は010号線に直通する。
過去の運行形態
2019年以前は一日片道1本の運行で、途中、スヴィタヴィ、レトヴィツェ、ブランスコ、ジデニツェに停車していた。トルジェボヴァー以西は010号線から直通していた。
2020年度は一日2往復に増発された。早朝はプラハ行が運行され、1本がジデニツェのみ停車、1本が追加でアダモフ、ブランスコ、スカリツェ、レトヴィツェ、スヴィタヴィ停車であった。深夜はブルノ行が運行され、2本ともスヴィタヴィ・ジデニツェに停車するが、1本がレトヴィツェ/ブランスコ停車、残りの1本がスカリツェ停車であった。
2021年4月に、全列車ハヴリーチクーフ・ブロド経由にルート変更された。[1]
2024年度より、再び260号線経由となった。早朝は2本ともアダモフ通過、スヴィタヴィ停車となった。深夜は2本ともスヴィタヴィ - ジデニツェ間ノンストップとなった。

### 超特急「レイルジェット(railjet)」
- ブルニェンスキー・ドラク号：　ブルノ → トルジェボヴァー → プラハ　【平日・土曜運行】
ブランスコ、レトヴィツェ、スヴィタヴィにも停車する。平日・土曜日に、ブルノ発プラハ行が一日1本運行する。
過去の運行状況
2019年度以前は、ブルジェツラフ始発であった。
2019年度に限り、ジデニツェに停車し、ブルノ本駅ではなくブルノ下駅を経由していた。
2019年度末に、ブルノ発着に短縮された。また、2020年度に限り、金曜日と日曜日に限って一日1往復が増発され、この列車はブルノ - パルドゥビツェ間ノンストップであった。
2021年度に限り運休していた。

- ヴィンドボナ号：　プラハ - トルジェボヴァー - ブルノ - グラーツ
2023年7月以降、2時間に1本運行している。トルジェボヴァー以西は010号線に、ブルノ以南は250号線に直通する。プラハ～ブルノ間は、上のインターシティ(IC)と合わせて1時間ヘッドになる様なダイヤが組まれる。基本的に260号線の途中駅は全て通過するが、深夜のグラーツ/ブルノ発プラハ行1本に限り上記ブルニェンスキー・ドラク号と同じ停車駅になる。
過去の運行状況
2019年度に限り、ジデニツェに停車し、ブルノ本駅ではなくブルノ下駅を経由していた。
2021年4月に、ハヴリーチクーフ・ブロド経由にルート変更された[1]。2023年7月以降再び260号線経由に振り替えられた[2]。

### 特急「リフリーク(R)」
- スヴィタヴァ号：　プラハ～トルジェボヴァー～ブルノ
2時間に1本運行している。トルジェボヴァー以西は010号線に直通する。
過去の運行状況
かつては、全列車がブルノまで直通していた他、ブランスコ町を通過、ブランスコ - ブルノ間はノンストップであった。
2017,18年度に限り、特別リフリーク(Rx)として運行していた。
2019年度はリフリーク(R)に戻されたが、ジデニツェが停車駅に加えられた。
2019年度末に、大部分がジデニツェ通過となった他、アダモフ、ブランスコ町に停車する列車や、スカリツェ、レトヴィツェ、ブルジェゾヴァー通過の列車が設定された。
2022年度に限り、ブルノ - ブランスコ間運休となった。

- ボウゾフ号： シュンペルク → ヴィシコフ → ブルノ
一日あたり、片道2本の運行。ヴィシコフ以東は300号線に直通する。平日は朝・夜に、休日は夜に2本運行され、平日朝の便のみクルジェノヴィツェ、ウーイェズド、フルリツェに停車する。
過去の運行状況
2018年以前は、平日1本、休日2本の運行であった。当時は全列車がヴィシコフ - ブルノ間ノンストップであった。
2019年度に、ブルノ本駅 - フルリツェ間が休止されたため、休止。
2019年末に、平日2本、休日2本で復活。

### 快速「スピェシニー(Sp)」
- (ホツェニ - ) チェスカー・トルジェボヴァー - レトヴィツェ　【平日運行】
一日4往復が運行する。レトヴィツェ - スヴィタヴィ間は各駅に停車し、うち北行1本のみ、010号線のウースチーまで乗り入れる。
過去の運行形態
2018年以前は、一日3.5往復、トルジェボヴァー - ブルノの系統で運行していた。ラチノフ（現：オパトヴェツ）は大部分停車・一部通過、セマニーンは大部分通過・一部停車であった。また、オパトフ通過の列車も設定されていた。ホツェニへは、北行片道1本が直通していた。土曜日には、朝に南行片道1本のみ運行していた。
2020年度に、早朝のブルノ行1本が減便（特急が代替）、3往復の運行となった。オパトフは全列車停車となった。
2022年度に、再び一日3.5往復の運行となり、土曜日の運行が取りやめられた。ラチノフ、セマニーンは全列車通過となり、オパトフは南行のみ停車に統一された。
2023年度に、一日4往復に変更となり、ホツェニ直通も一日1.5往復となった。オパトフは全列車停車となった。また、土曜日に南行1本、休日に北行1本が設定された。平日3往復と土曜・休日の列車がブルノまで直通していたが、7月以降、レトヴィツェ以南への直通と土曜・休日の運行が取りやめられた。
2024年度より、ホツェニ直通が一日1往復となった。また、土曜・休日の運行がトルジェボヴァー - ブルノ間で復活した（土曜は南行のみ、休日は北行のみ）。
2025年度より、010号線直通が北行一日1本のみとなった。

- レトヴィツェ - ブルノ　【平日運行】
一日3.5往復が運行する。ビーロヴィツェは北行のみ、ジデニツェは南行のみが停車する。
過去の運行形態
2018年以前は、一日3.5往復、トルジェボヴァー - ブルノの系統で運行していた。ラーイェツは、トルジェボヴァー行の全列車が停車していた。土曜日には、朝にブルノ経由イェセニーク行片道1本のみ運行していた。平日・土曜とも、朝の片道1本が300号線に特急として直通し、イェセニークまで直通していた。休日は運行していなかった。
2019年度に、全列車ジデニツェ停車、ビーロヴィツェ通過に変更された他、北行にもラーイェツ通過の列車が設定された。
2020年度に、早朝のブルノ行1本が減便（新設されたブランスコ町、アダモフ、ジデニツェ停車の特急が代替）、さらに1本がブルノ下駅乗り入れとなり、2.5往復の運行となった（本駅発着は全てアダモフ停車）。北行全列車と南行1本がジデニツェ通過、ビーロヴィツェ停車に戻された。
2022年度に、ブランスコ - ブルノ間が運休となった。再び一日3.5往復の運行となり、土曜日の運行が取りやめられた。ブランスコ町、ラーイェツは全列車通過となった。
2023年度に、一日3往復に変更となった。ブランスコ町は全列車停車となった。7月以降、レトヴィツェ以北への直通が取りやめられる予定。
2024年度より、土曜・休日のレトヴィツェ以北への直通が復活した。土曜は南行、休日は北行の運行であった。土曜の南行は、ブランスコ町通過となった。
2025年度より、南行1本が増発され、一日3.5往復の運行となった。一方、土曜・休日の運行は取りやめられた。南行はジデニツェ停車、ビーロヴィツェ通過に統一された。

過去の運行系統
- チェスカー・トルジェボヴァー → ジデニツェ → ブルノ本駅（後にブルノ下駅）
  - 平日のみ、片道1本のみの運行していた。通常の快速停車駅に停車していたが、ブランスコ - ブルノ間ノンストップであった。
2017年末にジデニツェ停車となった。
2019年末に、ブルノ下駅着に変更され、ジデニツェから251号線に乗り入れる様になった。
2021年末に、ブランスコまで区間短縮された。以降の変遷は他の快速の項目を参照。

### 普通
区間毎に、下記2系統に分かれている。
- (ホルビツェ - ) クルジェノヴィツェ - ブルノ - レトヴィツェ
フルリツェ - ラーイェツ・イェストルジェビー間は本数が多く、30分に1本の運行。半数がバビツェを通過する。北側は、各駅停車便が毎時1本レトヴィツェまで直通する。南側は、クルジェノヴィツェまで毎時1本（休日は半数がブルノ以北の運行で、ソコルニツェまで毎時1本、クルジェノヴィツェへは2時間に1本）が直通する。直通するのは、南行が各駅停車が、北行がバビツェ通過の列車中心である。クルジェノヴィツェ以東は、平日の朝と午後以降、休日の1往復に限られ、平日2往復、休日1往復が300号線のヴィシコフ方面に直通する。
過去の運行形態
2018年以前は、平日30分に1本、休日1時間に1本運行していた。うち半数がクルジェノヴィツェに直通していた。北側も、ブルジェゾヴァーまで運行しており、レトヴィツェ以北は2時間に1本（休日は時間帯により4時間に1本）の運行であった。バビツェ、ドルニー・ルホタ、ドウブラヴィツェは通過する列車もあった。また、クルジェノヴィツェ以上東の運行は一日1往復のみで、ホルビツェは通過していた。
2018年末に、フルリツェ - ブルノ間で運休となった。ブランスコ以南が休日も30分に1本の運行となった。
2019年末に、上記区間が運行を再開した一方、ブランスコ以南の休日の本数は毎時1本に戻った。また、北側は大部分がレトヴィツェまでに短縮された。
2021年末に、ブルノ - ブランスコ間が運休となった。ドルニー・ルホタとドウブラヴィツェは全列車停車となった。
2023年度に、上記区間が運行を再開した。ブルノ - ラーイェツ間が休日も30分に1本の運行となった他、ソコルニツェ以北が休日も毎時1本の運行となった。一方で、クルジェノヴィツェ以東の運行は取りやめられた。また半数がバビツェとドルニー・ルホタ通過となった他、未明の南行にソコルニツェ - クルジェノヴィツェ間ノンストップの列車が設定された。4月以降は、平日のフルリツェ以北が毎時2本の運行となった。
2024年度より、ドルニー・ルホタはほとんどの列車が停車に変更された。
2025年度より、クルジェノヴィツェ - ホルビツェの運行を開始し、一部は300号線のヴィシコフ方面直通となった。未明の南行の、ソコルニツェ - クルジェノヴィツェ間ノンストップの列車は運行取りやめとなった。

- レトヴィツェ - トルジェボヴァー
2時間に1本の運行。ただし快速の運行される時間帯はやや少なくなる。
過去の運行形態
2019年以前は、ブルジェゾヴァーで系統が分かれており、南側は上記レトヴィツェ以南の系統の一部として、ブルノまで直通していた。ブルジェゾヴァー - スヴィタヴィ間は一日3-4往復、スヴィタヴィ - トルジェボヴァー間は一日7-8往復の運行であった。平日の場合、午前のレトヴィツェ方面、午後のトルジェボヴァー方面は本数が少なく、スヴィタヴィ以北は各駅に停車する快速と合わせて終日2時間に1本程度の運行となっていた（ただし、4時間以上間隔が空く時間帯もあった）。なお、オパトヴェツ通過列車も存在していた。
2020年度より、運転系統が変更され、レトヴィツェ - ブルジェゾヴァー間に2時間に1本、ブルジェゾヴァー以北は最大4時間間隔が空き、トルジェボヴァー - スヴィタヴィ間は1-4時間に1本の運行となっていた。
2021年末より、オパトフ通過列車も設定された。
2023年度より、レトヴィツェ - トルジェボヴァー間で2時間に1本の運行となった。オパトヴェツ、オパトフは全列車停車となった。
2024年度より、再びオパトヴェツ通過の列車が設定された。

### 過去の運行種別
- 寝台特急「ユーロナイト(EN)」
2018年以前、一日1往復、「メトロポル」号がプラハ～パルドゥビツェ～ブルノ～ブダペスト/ヴィーン間を運行していた。トルジェボヴァー以西は010号線を、ブルノ以南は250号線に直通していた。

- 特急「エクスプレス(Ex)」
プラハ - トルジェボヴァー - ブルノ間に、一日2.5往復運行していた。トルジェボヴァー以西は010号線に直通していた。トルジェボヴァー - ブルノ間ノンストップが基本だが、トルジェボヴァー通過が1往復、リフリーク(Rx)並の停車駅の列車がブルノ行片道1本設定されていた。
2016年度は、平日一日2往復、休日一日1往復の運行で、その他1.5往復がインターシティ(IC)として運行されていた。2015年以前は、平日一日1往復のみの運行で、インターシティ(IC)として運行されていた。
2017年末に、1往復がインターシティに、ブルノ行1本がレイルジェットに格上げとなり、また1往復がレギオジェット(RJ)に置き換えられて消滅。

- 特急「リフリーク(R)」
2016年以前に、2時間に1本、プラハ～トルジェボヴァー～ブルノの系統が運行していた。現在の特別リフリーク(Rx)と同じ停車駅、ほぼ同じダイヤで運行していた。ただし、当時は夜間のプラハ発ブルノ行片道1本のみ、スカリツェとブルジェゾヴァーを通過しており、この列車はエクスプレス(Ex)に格上げとなった。

## 駅一覧
以下では、チェコ国鉄260号線の駅と営業キロ、停車列車、接続路線などを一覧表で示す。
- 種別
  - nj：寝台特急「ナイトジェット」
  - IC：超特急「インターシティ」
  - EC：超特急「ユーロシティ」
  - RJ：超特急「レギオジェット」
  - rj：超特急「レイルジェット」
  - R：特急「リフリーク」
  - Sp：快速
  - Os：普通
- 停車駅
  - ■印：全列車停車
  - ●印：一部通過
  - ▽↑印：トルジェボヴァー方面行の大部分が停車、ブルノ方面行は通過
  - ↓○印：ブルノ方面行の大部分が停車、トルジェボヴァー方面行は通過
  - ○印：一部停車
  - ｜印：全列車通過

| 路線名 | 駅名                                                 | 駅間営業キロ | 累計営業キロ       | 累計営業キロ    | nj | IC | EC | RJ | rj | R  | Sp | Os | 接続路線 | 所在地           | 所在地                         |
| ------ | ---------------------------------------------------- | ------------ | ------------------ | --------------- | -- | -- | -- | -- | -- | -- | -- | -- | --- | ---------------- | ------------------------------ |
| 300    | ヴィシコフ・ナ・モラヴェ駅                           | -            |                    | ブルノから 46.9 |    |    |    |    |    | ■  |    | ■  | 300号線（シュンペルク/オストラヴァ方面） | 南モラヴィア州   | ヴィシコフ郡                   |
| 300    | ルレチ駅(*3)                                         | 6.5          |                    | 40.4            |    |    |    |    |    | ｜ |    | ■  | | 南モラヴィア州   | ヴィシコフ郡                   |
| 300    | ロウシーノフ駅(*3)                                   | 8.0          |                    | 32.4            |    |    |    |    |    | ｜ |    | ■  | | 南モラヴィア州   | ヴィシコフ郡                   |
| 260    | ホルビツェ駅(*4)                                     | 3.8          |                    | 28.6            |    |    |    |    |    | ｜ |    | ■  | 300号線（ブルノ方面） | 南モラヴィア州   | ヴィシコフ郡                   |
| 260    | クルジェノヴィツェ上駅                               | 4.4          |                    | 24.2            |    |    |    |    |    | ○  |    | ■  | | 南モラヴィア州   | ヴィシコフ郡                   |
| 260    | ズビーショフ駅                                       | 2.1          |                    | 22.1            |    |    |    |    |    | ｜ |    | ■  | | 南モラヴィア州   | ヴィシコフ郡                   |
| 260    | ホスチェラードキ・レショフ駅                         | 2.3          |                    | 19.8            |    |    |    |    |    | ｜ |    | ■  | | 南モラヴィア州   | ヴィシコフ郡                   |
| 260    | ウーイェズド・ウ・ブルナ駅                           | 3.5          |                    | 16.3            |    |    |    |    |    | ○  |    | ■  | | 南モラヴィア州   | ブルノ・ヴェンコフ郡           |
| 260    | ソコルニツェ・テルニツェ駅                           | 0.9          |                    | 15.4            |    |    |    |    |    | ｜ |    | ■  | | 南モラヴィア州   | ブルノ・ヴェンコフ郡           |
| 260    | ブルノ・フルリツェ駅                                 | 6.6          |                    | 8.8             |    |    |    |    |    | ○  |    | ■  | | 南モラヴィア州   | ブルノ市                       |
| 260    | ブルノ本駅                                           | 8.8          | ウィーンから 155.8 | ブルノから 0.0  | ■  | ■  | ■  | ■  | ■  | ■  | ■  | ■  | 240号線（プルゼニ方面）、244号線（ボフチツェ方面） 251号線（ブダペスト/ウィーン方面） 300号線（オストラヴァ方面）、340号線（フラヂシチェ方面） | 南モラヴィア州   | ブルノ市                       |
| 260    | ブルノ・ジデニツェ駅                                 | 2.4          | 158.2              | 2.4             | ｜ | ｜ | ｜ | ■  | ｜ | ○  | ●  | ■  | 251号線（ジドロホヴィツェ方面、プラハ方面） 340号線（ネソヴィツェ方面）                                                                        | 南モラヴィア州   | ブルノ市                       |
| 260    | ビーロヴィツェ・ナド・スヴィタヴォウ駅               | 6.1          | 164.3              | 8.5             | ｜ | ｜ | ｜ | ｜ | ｜ | ｜ | ○  | ■  | | 南モラヴィア州   | ブルノ・ヴェンコフ郡           |
| 260    | バビツェ・ナド・チドリノウ駅                         | 4.4          | 168.7              | 12.9            | ｜ | ｜ | ｜ | ｜ | ｜ | ｜ | ｜ | ●  | | 南モラヴィア州   | ブルノ・ヴェンコフ郡           |
| 260    | アダモフ駅                                           | 2.5          | 171.2              | 15.4            | ｜ | ｜ | ｜ | ｜ | ｜ | ○  | ●  | ■  | | 南モラヴィア州   | ブランスコ郡                   |
| 260    | アダモフ停留所                                       | 1.4          | 172.6              | 16.8            | ｜ | ｜ | ｜ | ｜ | ｜ | ｜ | ｜ | ■  | | 南モラヴィア州   | ブランスコ郡                   |
| 260    | ブランスコ駅                                         | 6.1          | 178.7              | 22.9            | ｜ | ○  | ｜ | ○  | ○  | ■  | ■  | ■  | | 南モラヴィア州   | ブランスコ郡                   |
| 260    | ブランスコ町駅                                       | 1.1          | 179.8              | 24.0            | ｜ | ｜ | ｜ | ｜ | ｜ | ○  | ●  | ■  | | 南モラヴィア州   | ブランスコ郡                   |
| 260    | ドルニー・ルホタ駅                                   | 3.0          | 182.8              | 27.0            | ｜ | ｜ | ｜ | ｜ | ｜ | ｜ | ｜ | ●  | | 南モラヴィア州   | ブランスコ郡                   |
| 260    | ラーイェツ・イェストルジェビー駅                     | 2.6          | 185.4              | 29.6            | ｜ | ｜ | ｜ | ｜ | ｜ | ｜ | ｜ | ■  | | 南モラヴィア州   | ブランスコ郡                   |
| 260    | ドウブラヴィツェ・ナド・スヴィタヴォウ駅             | 3.5          | 188.9              | 33.1            | ｜ | ｜ | ｜ | ｜ | ｜ | ｜ | ｜ | ■  | | 南モラヴィア州   | ブランスコ郡                   |
| 260    | スカリツェ・ナド・スヴィタヴォウ駅                   | 5.3          | 194.2              | 38.4            | ｜ | ｜ | ｜ | ○  | ｜ | ●  | ■  | ■  | 262号線（ボスコヴィツェ方面） | 南モラヴィア州   | ブランスコ郡                   |
| 260    | スヴィターフカ駅                                     | 2.4          | 196.6              | 40.8            | ｜ | ｜ | ｜ | ｜ | ｜ | ｜ | ｜ | ■  | | 南モラヴィア州   | ブランスコ郡                   |
| 260    | ズボニェク駅                                         | 2.8          | 199.4              | 43.6            | ｜ | ｜ | ｜ | ｜ | ｜ | ｜ | ｜ | ■  | | 南モラヴィア州   | ブランスコ郡                   |
| 260    | レトヴィツェ停留所                                   | 1.6          | 201.0              | 45.2            | ｜ | ｜ | ｜ | ｜ | ｜ | ｜ | ｜ | ■  | | 南モラヴィア州   | ブランスコ郡                   |
| 260    | レトヴィツェ駅                                       | 2.5          | 203.5              | 47.7            | ｜ | ｜ | ｜ | ○  | ○  | ●  | ■  | ■  | | 南モラヴィア州   | ブランスコ郡                   |
| 260    | ロズフラニー駅                                       | 5.9          | 209.4              | 53.6            | ｜ | ｜ | ｜ | ｜ | ｜ | ｜ | ■  | ■  | | パルドゥビツェ州 | スヴィタヴィ郡                 |
| 260    | モラフスカー・フラストヴァー駅                       | 2.5          | 211.9              | 56.1            | ｜ | ｜ | ｜ | ｜ | ｜ | ｜ | ■  | ■  | | パルドゥビツェ州 | スヴィタヴィ郡                 |
| 260    | ブルジェゾヴァー・ナド・スヴィタヴォウ駅             | 1.3          | 213.2              | 57.4            | ｜ | ｜ | ｜ | ｜ | ｜ | ●  | ■  | ■  | | パルドゥビツェ州 | スヴィタヴィ郡                 |
| 260    | ブルジェゾヴァー・ナド・スヴィタヴォウ・ドロウハー駅 | 2.9          | 216.1              | 60.3            | ｜ | ｜ | ｜ | ｜ | ｜ | ｜ | ■  | ■  | | パルドゥビツェ州 | スヴィタヴィ郡                 |
| 260    | フラデツ・ナド・スヴィタヴォウ駅                     | 6.8          | 222.9              | 67.1            | ｜ | ｜ | ｜ | ｜ | ｜ | ｜ | ■  | ■  | | パルドゥビツェ州 | スヴィタヴィ郡                 |
| 260    | スヴィタヴィ・ラーニ駅                               | 3.8          | 226.7              | 70.9            | ｜ | ｜ | ｜ | ｜ | ｜ | ｜ | ■  | ■  | | パルドゥビツェ州 | スヴィタヴィ郡                 |
| 260    | スヴィタヴィ駅                                       | 2.7          | 229.4              | 73.6            | ｜ | ○  | ○  | ○  | ○  | ■  | ■  | ■  | 261号線（ボロヴァー方面） | パルドゥビツェ州 | スヴィタヴィ郡                 |
| 260    | オパトヴェツ駅 (*2)                                  | 3.8          | 233.2              | 77.4            | ｜ | ｜ | ｜ | ｜ | ｜ | ｜ | ｜ | ●  | | パルドゥビツェ州 | スヴィタヴィ郡                 |
| 260    | オパトフ駅                                           | 2.5          | 235.7              | 79.9            | ｜ | ｜ | ｜ | ｜ | ｜ | ｜ | ■  | ■  | | パルドゥビツェ州 | スヴィタヴィ郡                 |
| 260    | セマニーン駅                                         | 3.8          | 239.5              | 83.7            | ｜ | ｜ | ｜ | ｜ | ｜ | ｜ | ｜ | ●  | | パルドゥビツェ州 | スヴィタヴィ郡                 |
| 260    | チェスカー・トルジェボヴァー駅                       | 6.4          | 245.9              | 90.1            | ｜ | ■  | ○  | ｜ | ■  | ■  | ■  | ■  | 010号線（プラハ方面） 017号線（Ｍ・トルジェボヴァー方面）、270号線（オロモウツ方面）                                                           | パルドゥビツェ州 | ウースチー・ナド・オルリチー郡 |

(*1): 300号線直通列車は全てヴィシコフまたはロウシーノフ - ブルノ本駅間ノンストップ。
(*2): 2022年12月、「スヴィタヴィ・ラチノフ駅」から改称。
(*3): 2024年度以前は、340号線経由でブルノに直通する列車のみが停車していた。
(*4): 2024年12月に旅客営業開始。